# Јегор Пруцев
Јегор Игоревич Пруцев (рус. Егор Игоревич Пруцев; 23. децембар 2002) је руски фудбалер који тренутно наступа за Црвену звезду.

## Каријера
Дебитовао је за Сочи у Премијер лиги Русије 26. септембра 2020. у утакмици против Краснодара.
Дана 16. јуна 2021. придружио се Текстилсчику из Иванова као позајмљени играч за сезону 2021/22. Пруцев је 16. фебруара 2022. прешао на нову позајмицу у Нефтехимик из Нижњекамска.
Дана 11. августа 2022. прешао је у београдску Црвену звезду и потписао четворогодишњи уговор. Са клубом је освојио дуплу круну у сезони 2022/23. За такмичарску 2023/24. прослеђен је на позајмицу у словеначког прволигаша Цеље. Са екипом Цеља је био шампион Словеније и добио је награду за најбољег младог играча тамошњег првенства. Вратио се Црвену звезду лета 2024. године.

## Приватно
Његов старији брат Данил Пруцев је такође фудбалер.

## Трофеји, награде и признања
Црвена звезда
- Суперлига Србије : 2022/23.[11]
- Куп Србије : 2022/23.[5]

Цеље
- Првенство Словеније : 2023/24.[7]